# Dunkles Palmenhörnchen
Das Dunkle Palmenhörnchen (Funambulus sublineatus) ist eine Hörnchenart aus der Gattung der Gestreiften Palmenhörnchen (Funambulus). Es ist im Südwesten Indiens sowie auf Sri Lanka verbreitet.

## Merkmale
Das Dunkle Palmenhörnchen erreicht eine Kopf-Rumpf-Länge von etwa 14,6 bis 15,0 Zentimetern bei einem Gewicht von etwa 100 bis 120 Gramm. Der Schwanz wird 14,6 bis 15,7 Zentimeter lang und ist damit etwa gleich lang wie der restliche Körper. Die Tiere haben ein langes Fell und sind oberseits dunkelbraun mit drei hell-sandfarbenen Rückenstreifen, die allerdings aufgrund des langen Fells häufig kaum sichtbar sind. Die Bauchseite ist trüb dunkelbraun. Auf dem Schwanz verläuft keine rote Mittellinie.

## Verbreitung
Das Dunkle Palmenhörnchen kommt im Südwesten Indiens in den Westghats sowie auf Sri Lanka vor.

## Lebensweise

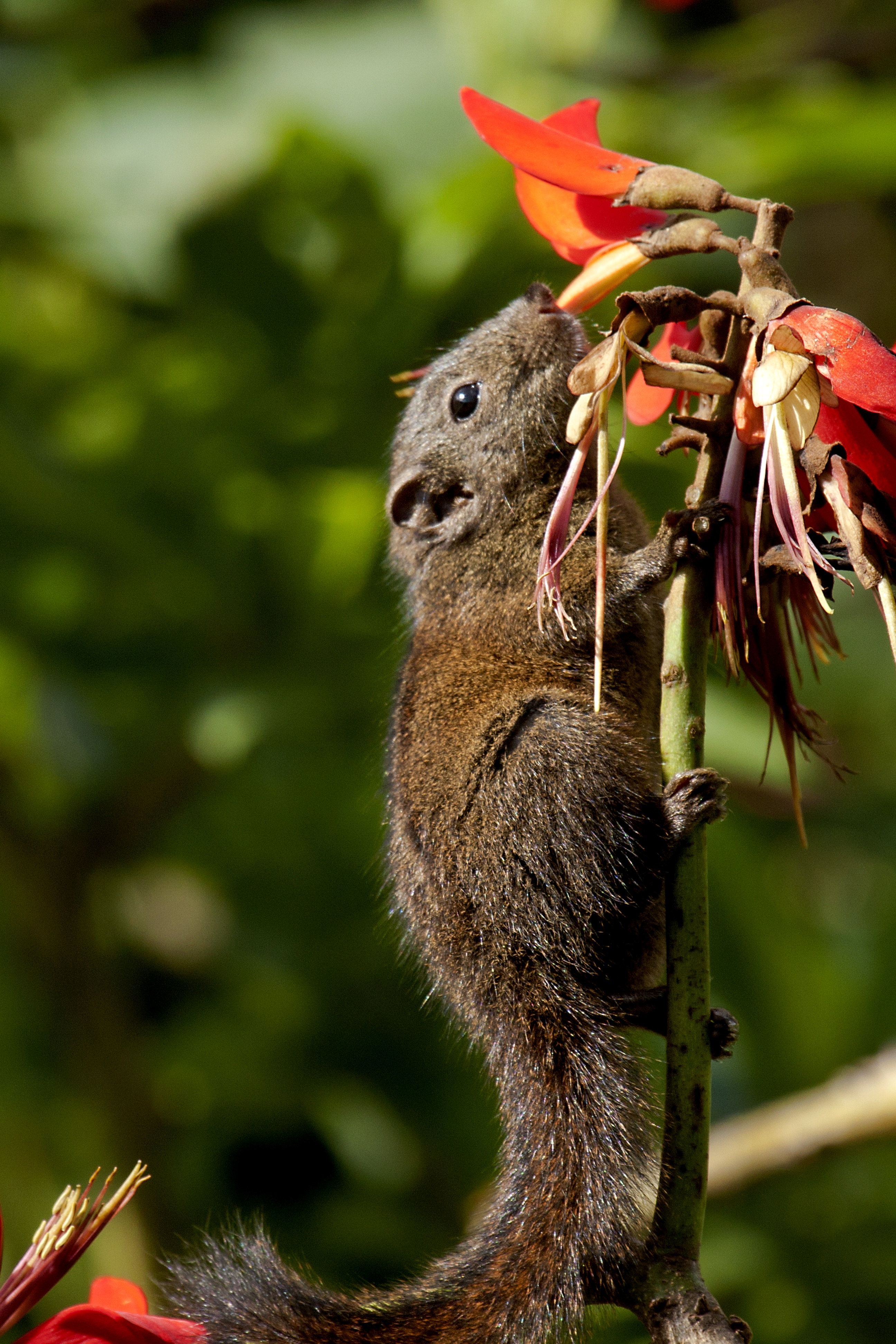
Dunkles Palmenhörnchen

Das Dunkle Palmenhörnchen lebt in immergrünen Regenwaldgebieten in Flussnähe im Bereich von Schilfbeständen und ist an diese Habitate gebunden. Dabei kommt es in Südindien nahe der Palani-Berge oberhalb der Verbreitungsgrenze des Indischen Palmenhörnchens (Funambulus palmarum) in Höhen von 1372 bis 2134 Metern vor. Auf Sri Lanka lebt es in den Dschungel- und Bambuswaldgebieten der Bergregionen oberhalb von 610 Metern, im Südwesten der Insel ist es auch bis ins Flachland verbreitet.
Über die Lebensweise der Tiere liegen nur wenige Informationen vor. Sie leben vor allem im Buschbereich und im Unterwuchs der Bäume. Zu den Hauptfressfeinden gehört die indische Bambusviper Trimeresurus gramineus.

## Systematik
Das Dunkle Palmenhörnchen wird als eigenständige Art innerhalb der Gattung der Gestreiften Palmenhörnchen (Funambulus) eingeordnet, die aus fünf Arten besteht. Die wissenschaftliche Erstbeschreibung stammt von George Robert Waterhouse aus dem Jahr 1838, der die Art anhand von Individuen aus den Nilgiri-Bergen in Südindien beschrieb.
Innerhalb der Art werden einschließlich der Nominatform zwei Unterarten unterschieden:
- Funambulus sublineatus sublineatus: Nominatform, in Indien. Die dunklen seitlichen Streifen sind schmal, etwa 3 bis 5 Millimeter breit.
- Funambulus sublineatus obscurus in Sri Lanka. Die dunklen seitlichen Streifen sind kastanienbraun und mit 6 bis 8 Millimetern Breite breiter als bei der Nominatform.

## Status, Bedrohung und Schutz
Das Dunkle Palmenhörnchen ist ein sehr seltenes Hörnchen in den Westghats und es liegen nur vereinzelte Sichtungen vor. Die Population nahm nach Schätzungen in den letzten 10 Jahren um mehr als 20 % ab und man nimmt an, dass sich dieser Trend in Indien und Sri Lanka fortsetzt. Es wird von der International Union for Conservation of Nature and Natural Resources (IUCN) als gefährdet (Vulnerable) eingeordnet. Begründet wird dies durch die enge Bindung an Waldlebensräume in Flussnähe sowie einem Gesamtverbreitungsgebiet, das insgesamt wahrscheinlich kleiner als 2000 km2 ist. Die Verbreitung ist stark fragmentiert und die Lebensräume nehmen in ihrem Bestand und ihrer Qualität ab.
Zu den Hauptbedrohungen der Art gehört vor allem der Lebensraumverlust durch die Abholzung und Entbuschung sowie Waldfeuer in den Regenwäldern. In einigen Teilen spielt die zusätzliche Lebensraumfragmentierung sowie der Einsatz von Pestiziden in den landwirtschaftlichen Flächen eine Rolle. Die Nutzung von Schilf aus den Lebensräumen der Tiere stellt einen weiteren Faktor der Veränderung dar.

## Belege
1. 1 2 3 4 5 6 7  Richard W. Thorington Jr., John L. Koprowski, Michael A. Steele: Squirrels of the World. Johns Hopkins University Press, Baltimore MD 2012; S. 164–165. ISBN 978-1-4214-0469-1
2. 1 2 3 4 5  Funambulus sublineatus in der Roten Liste gefährdeter Arten der IUCN 2014.2. Eingestellt von: N. Rajamani, S. Molur, P.O. Nameer, 2008. Abgerufen am 27. Dezember 2014.
3. 1 2 3  Funambulus sublineatus In: Don E. Wilson, DeeAnn M. Reeder (Hrsg.): Mammal Species of the World. A taxonomic and geographic Reference. 2 Bände. 3. Auflage. Johns Hopkins University Press, Baltimore MD 2005, ISBN 0-8018-8221-4.